# 쭈펑
쭈펑(중국어 간체자: 祖锋, 정체자: 祖鋒, 병음: Zǔ Fēng, 한자음: 조봉, 1974년 2월 23일~)은 중화인민공화국의 배우이다.

## 출연작

### 드라마
- 2016년 동방 위성 텔레비전 동방극장 《환락송》 - 웨이웨이 역
- 2017년 저장 위성 텔레비전 중국람극장 《하소동난, 하소하량》 - 지엔안지에 역
- 2017년 텐센트 웹드라마 《역습지성도최찬》 - 왕쯔밍 역
- 2017년 동방 위성 텔레비전 동방극장 《환락송 2》 - 웨이웨이 역
- 2019년 유쿠 웹드라마 《귀곡자》 - 건우 역
- 2019년 아이치이 웹드라마 《동물관리국》 - 우아이아이 역
- 2019년 동방 위성 텔레비전 동방극장 《제이차야흔미》 - 안안 역
- 2021년 저장 위성 텔레비전 중국람극장 《산해정》 - 바이충리 역
- 2023년 후난위성텔레비전 금응독파극장 《환영래도맥락촌》 - 장다차오 역